# Montigny-le-Guesdier
Montigny-le-Guesdier is een gemeente in het Franse departement Seine-et-Marne (regio Île-de-France) en telt 290 inwoners (2004). De plaats maakt deel uit van het arrondissement Provins.

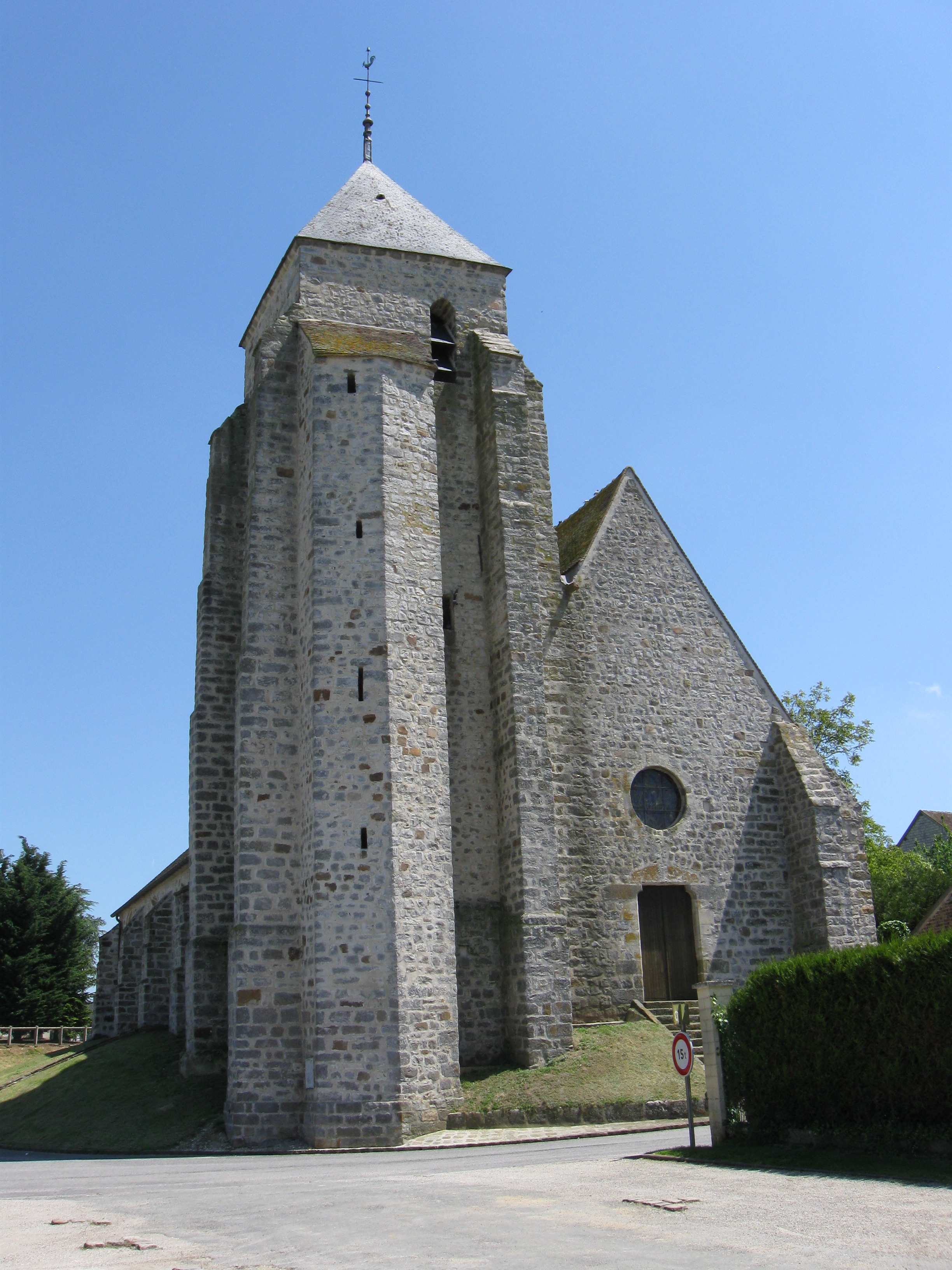
Kerk van Montigny-le-Guesdier
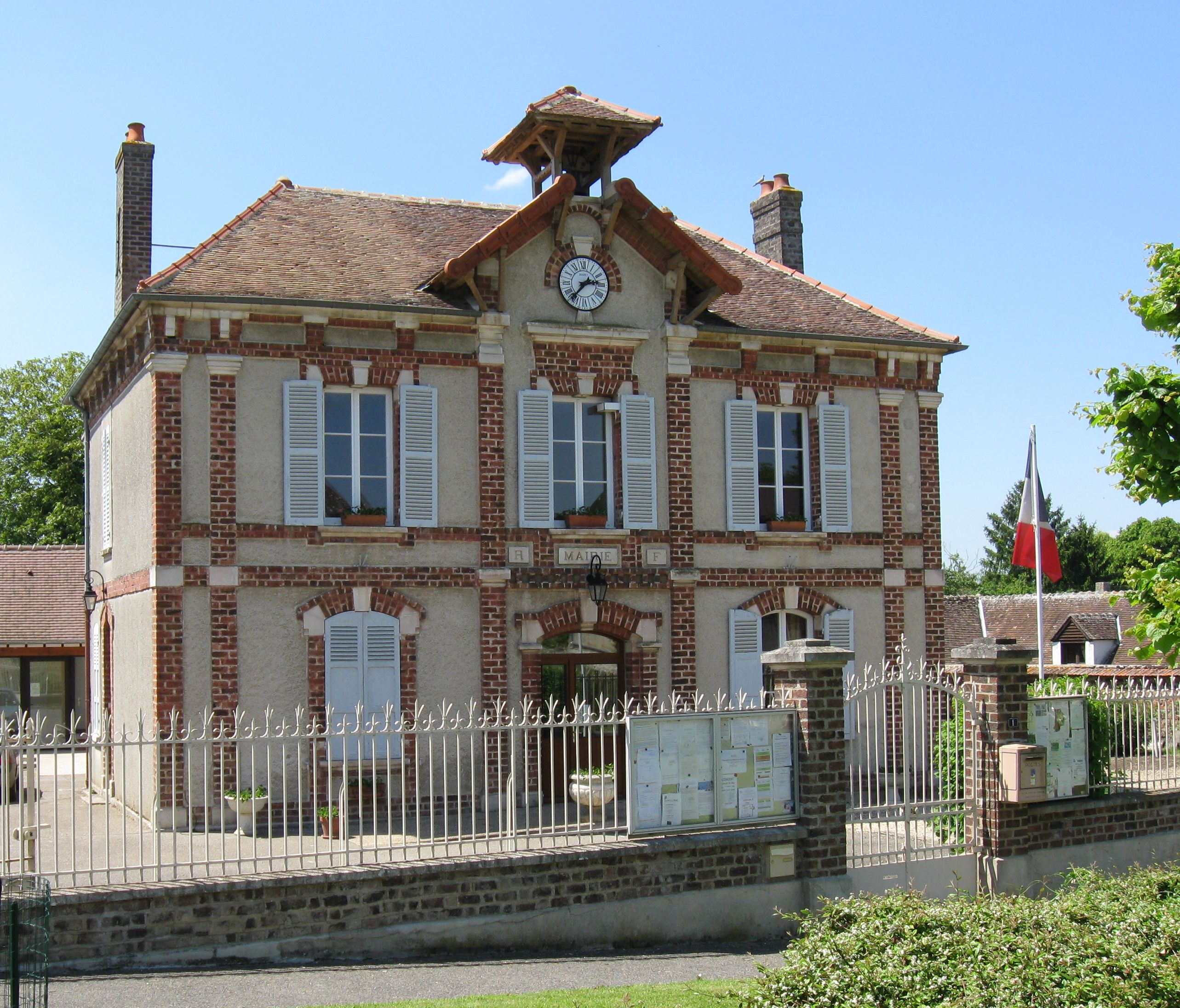
Gemeentehuis

## Geografie
De oppervlakte van Montigny-le-Guesdier bedraagt 7,9 km², de bevolkingsdichtheid is 36,7 inwoners per km².
De onderstaande kaart toont de ligging van Montigny-le-Guesdier met de belangrijkste infrastructuur en aangrenzende gemeenten.

## Demografie
Onderstaande figuur toont het verloop van het inwonertal (bron: INSEE-tellingen).